# Markéta Skotská (1261–1283)
pro vyhledání dalších osob stejného jména viz rozcestník Markéta Skotská
Markéta Skotská (28. února 1261, Windsor, Anglie – 9. dubna 1283, Tønsberg, Norsko) byla skotská princezna a jako manželka norského krále Erika II. norská královna v letech 1281–1283.

## Biografie

### Původ
Narodila se jako nejstarší potomek a jediná dcera skotského krále Alexandra III. Skotského a jeho první manželky Markéty Anglické, dcery anglického krále Jindřicha III.

### Manželství
Dne 25. července roku 1281 byl v Roxburghu uzavřen sňatek v zastoupení mezi ní a norským králem Erikem II., o rok později odjela dvacetiletá princezna do Norska a byla s třináctiletým králem oddána a korunována norskou královnou. Šlo o politicky motivované manželství – sňatek měl zmírnit napětí mezi Skotskem a Norskem, které vzniklo po uzavření mírové smlouvy mezi oběma zeměmi v Perthu 2. července 1266, v jejímž důsledku muselo Norsko odstoupit Skotsku Hebridy a ostrov Man. Norská strana byla zainteresovaná na obsazení Orknejí a Shettland.
Svatební smlouva zahrnovala rovněž věno 14.000 liber šterlinků, ve čtyřech splátkách v letech 1281–1284. Polovina měla být vyrovnána z příjmů z majetků ve Skotsku. Tyto příjmy byly později předmětem sporu mezi Norskem a Skotskem, neboť placení bylo v roce 1289 zastaveno.
Kromě majetkových záležitostí byla ve smlouvě detailně vypracována i ustanovení o následnických právech dětí z tohoto manželství na skotský trůn v případě, že by král Alexander III. nezanechal žádných právoplatných dědiců a následníků. Tato situace, v roce 1281 pouze hypotetická, skutečně nastala v roce 1286, kdy Alexander zemřel; král Erik II. vznesl jménem své a Markétiny dcery Markéty nárok na skotský trůn a ta byla skutečně v roce 1289 uznána skotskou královnou jako Markéta I. Skotská.
Manželství Markéty a Erika nebylo snadné. Dvacetiletá mladá žena byla provdána za třináctiletého chlapce a na královském dvoře panovala její tchyně Ingeborg Dánská. Podle jedné skotské kroniky se Ingeborg stavěla proti Markétině korunovaci. Jiná skotská kronika líčí, jak se Markéta snažila svého manžela kultivovat a učila ho krom angličtiny a francouzštiny třeba i způsobům stolování.

### Potomci
Z manželství Markéty a Erika se narodilo jediné dítě, dcera:
- Markéta (1283–1290), pozdější skotská královna Markéta I. Skotská

### Smrt
Markéta zemřela v městě Tønsberg roku 1283, s největší pravděpodobností záhy po narození jejího jediného dítěte, dcery Markéty. Datum její smrti nelze přesně stanovit – kronika Gesta Annalia ji klade k datu 9. dubna, zatímco Lanercostova kronika uvádí, že se tak stalo mezi 27. a 28. únorem. Rovněž příčina smrti není zcela jasná, předpokládá se, že mohla zemřít na komplikace spojené s porodem, stejně jako na tehdy v Norsku rozšířený mor. Pohřbena byla v katedrále v Bergenu.

## Odkaz
Spolu s Erikem je známa v norské lidové slovesnosti z romantické pověsti
„Kong Eirik og Hugaljod“ o 38 strofách. jež pochází pravděpodobně již ze 13. století.